# برايان باتن
برايان باتن (بالإنجليزية: Brian Patten)‏ هو كاتب ومؤلف وشاعر بريطاني، ولد في 7 فبراير 1946 في ليفربول في المملكة المتحدة.

## وصلات خارجية
- الموقع الرسمي
- برايان باتن على موقع ميوزك برينز (الإنجليزية)
- برايان باتن على موقع ديسكوغز (الإنجليزية)